# Обхождане в дълбочина
Обхождане в дълбочина (на английски: Depth-First Search (DFS)) е алгоритъм за обхождане на структури от данни, и по-специално дърво и граф. За реализация на алгоритъма се избира даден връх (възел) от структурата, който се обозначава като корен (връх без предшественици) и обхождането стартира от него. Последователно се посещават всички следващи върхове до достигането на връх без наследници (от който не излизат ребра), след което се осъществява търсене с връщане назад (на английски: backtracking) до достигане на нова крайна точка или при цялостно реализирано обхождане – към корена.
Шарл Пиер Тремо прилага версия на алгоритъма през 19 век за решаване на задачи с лабиринти.

## Свойства
Времевият и пространствен анализ на търсенето в дълбочина е в пряка зависимост от областта на приложение. В теоретичните компютърни науки, търсенето в дълбочина се прилага за цялостно обхождане на граф, където времето за обхождане е в линейна зависимост от броя елементи ({\displaystyle O(|E|)}). По отношение на пространството ({\displaystyle O(|V|)}) в най-лошия възможен сценарий при прилагането на алгоритъма в стека се съхраняват както всички възли по текущата пътека, така и всички вече посетени такива. На стр. 276 в книгата „Програмиране = ++Алгоритми;“ от Преслав Наков и Панайот Добриков е представена таблица, която ще бъде интерпретирана за конкретния алгоритъм:
|                       | Матрица на съседство           | Списък на наследниците       | Списък на ребрата            |
| --------------------- | ------------------------------ | ---------------------------- | ---------------------------- |
| Обхождане в дълбочина | {\displaystyle \Theta (n^{2})} | {\displaystyle \Theta (n+m)} | {\displaystyle \Theta (n*m)} |

Тя онагледява сложността при обхождане на граф в зависимост от представянето. Видимо е, че в случая времевите и пространствени изисквания както за обхождането в дълбочина, така и при обхождане в ширина са идентични и избора кой алгоритъм да бъде приложен, не е пряко свързан със сложността, а с търсената подредба.
При приложението на алгоритъма за решение на задачи, свързани с търсене в области като изкуствения интелект възникват проблеми с дължината на обхожданата пътека, тъй като тя, поради своето естество е или прекалено дълга за обхождане, или в целостта си е на практика безкрайна. В такива случаи търсенето се задава до определена дълбочина, а поради ограничения в паметта не се използват структури от данни, които пазят информация за вече посетените върхове. В това си приложение обхождането в дълбочина запазва линейната си зависимост от броя на елементите (с тази особеност, че броят им не съвпада с размера на графа, тъй като някои от възлите се посещават повече от веднъж, а други нито един път). За сметка на това пространствената сложност е пропорционална на зададената дълбочина, в пъти по-малка от тази, реализирана при претърсване до идентична дълбочина чрез обхождане в ширина. Пример за удачно приложение на DFS в търсенето са евристични методи за избор на подходящо разклонение. Когато подходящата дълбочина на претърсване не е предварително известна се прилага итеративно решение на обхождане в дълбочина с поетапно увеличаване на границите. При повече от един фактор за разклонение, итеративното задълбочаване увеличава времето за изпълнение на алгоритъма с константна величина над базовия случай, а коректната стойност на дълбочинния лимит бива намирана чрез геометричното нарастване на броя върхове за всяко равнище.

## Алгоритъм
В DFS, всеки връх има три възможни цвята, представляващи различните му състояния:

Първоначално състоянието на всички елементи е „непосетен“ (бял). DFS започва изпълнението си от произволен връх.

1. Маркира връх u в сиво (посетен).

2. За всяко ребро (u,v), където u е бяло, DFS се изпълнява рекурсивно за u.

3. Маркира връх u в черно и връщане към горния елемент.

## Пример
В следния граф:
Обхождането в дълбочина, започва от А при условие, че левите върхове в показаната графика се посещават преди десните, а алгоритъма запомня вече посетените възли и не преминава повторно през тях. По време на такова обхождане редът, в който ще бъдат посетени върховете е следния: A, B, D, F, E, C, G. При подобно претърсване върховете формират т.нар. дърво на Тремо, структура с широко приложение в Теорията на графите.
Извършването на същото търсене, но без запомняне на вече посетените върхове води до случай на безкраен цикъл, в който реда на посещаване е A, B, D, F, E, A, B, D, F, E и алгоритъма никога не достига до C или G. Чрез итеративно задълбочаване може да се избегне този случай и да бъдат посетени всички възли.

## Псевдокод
```
В
 
стек
 
се
 
задава
 
началният
 
връх
.

Докато
 
в
 
стека
 
има
 
върхове
:

       
Изважда
 
се
 
връх
 
от
 
стека

       
Прави
 
се
 
проверка
 
в
 
списъка
 
с
 
обходените
 
и
 
ако
 
върхът
 
не
 
е
 
обходен
:

            
Обхожда
 
се
 
и
 
се
 
поставя
 
в
 
списъка
 
с
 
обходените
.

            
Вмъкват
 
се
 
всички
 
върхове
,
 
към
 
които
 
той
 
има
 
ребро
 
в
 
стека
.

```

## Примерна реализация на итеративна и рекурсивна версия на DFS в езика C#
```
class
 
Program

{

    
static
 
int
[][]
 
graph
 
=

{

new
 
[]
 
{
 
1
,
 
6
,
 
7
 
},

new
 
[]
 
{
 
0
,
 
2
,
 
5
 
},

new
 
[]
 
{
 
1
,
 
3
,
 
4
 
},

new
 
[]
 
{
 
2
 
},

new
 
[]
 
{
 
2
 
},

new
 
[]
 
{
 
1
 
},

new
 
[]
 
{
 
0
 
},

new
 
[]
 
{
 
0
,
 
8
,
 
11
 
},

new
 
[]
 
{
 
7
,
 
9
,
 
10
 
},

new
 
[]
 
{
 
8
 
},

new
 
[]
 
{
 
8
 
},

new
 
[]
 
{
 
7
 
},

};

    
static
 
bool
[]
 
visited
 
=
 
new
 
bool
[
graph
.
Length
];

    
static
 
void
 
DfsRecursive
(
int
 
node
)

    
{

        
visited
[
node
]
 
=
 
true
;

        
Console
.
WriteLine
(
node
);

        
foreach
 
(
int
 
neighbor
 
in
 
graph
[
node
])

        
{

            
if
 
(
visited
[
neighbor
])

            
{

                
continue
;

            
}

            
DfsRecursive
(
neighbor
);

        
}

    
}

    
static
 
void
 
DfsIterative
(
int
 
node
)

    
{

        
var
 
stack
 
=
 
new
 
Stack
<
int
>
();

        
stack
.
Push
(
node
);

        
while
 
(
stack
.
Count
 
!=
 
0
)

        
{

            
int
 
currentNode
 
=
 
stack
.
Pop
();

            
visited
[
currentNode
]
 
=
 
true
;

            
Console
.
WriteLine
(
currentNode
);

            
foreach
 
(
int
 
neighbor
 
in
 
graph
[
currentNode
].
Reverse
())

            
{

                
if
 
(
visited
[
neighbor
])

                
{

                    
continue
;

                
}

                
stack
.
Push
(
neighbor
);

            
}

        
}

    
}

```

## Примерна реализация на DFS в езика Java
```
  
public
 
static
 
void
 
dfs
(
Node
 
node
,
 
Node
 
goal
)
 
{

     
if
 
(
node
.
equals
(
goal
))
 
{

     
System
.
out
.
println
(
node
));

     
}
 
else
 
{

         
for
 
(
int
 
i
 
=
 
0
;
 
i
 
<
 
node
.
getNode
().
size
();
 
i
++
)
 
{

             
if
 
(
stack
.
add
(
node
.
getNode
().
get
(
i
)))
 
{

                  
dfs
(
node
.
getNode
().
get
(
i
),
 
goal
);

             
}

         
}

     
}

  
}

```

## Приложения
- Намиране на свързани компоненти (Теория на графите).
- Топологично сортиране.
- Решения на пъзели, например намиране на един или повече изходи от лабиринт.
- Генериране на лабиринти.
- Намиране на мостовете в граф.
- Откриване на двусвързаност в граф.
- Проверка за планарност.